# Светлинно замърсяване
Сравнение между звездното небе над селски район (горе) и над градски район. Светлинното замърсяване драстично намалява видимата яркост на звездите.
Светлинно замърсяване е сборно наименование на различни отрицателни ефекти, резултат от изкуствено осветление. Светлинното замърсяване скрива нощното небе от обитателите на градовете, предизвиква проблеми за астрономическите обсерватории и различни екосистеми и води до здравни проблеми.
Светлинното замърсяване е страничен ефект на индустриалната цивилизация. Неговите източници включват външното и вътрешното осветление на сградите, светлинната реклама, уличното осветление и осветените спортни обекти. Светлинното замърсяване е най-тежко в индустриализираните, гъсто населени райони на Северна Америка, Европа и Япония и в някои големи градове в Близкия изток и Северна Африка като Кайро. Както другите форми на замърсяване, светлинното замърсяване нанася щети на околната среда.